# 국립 독성학 연구 센터

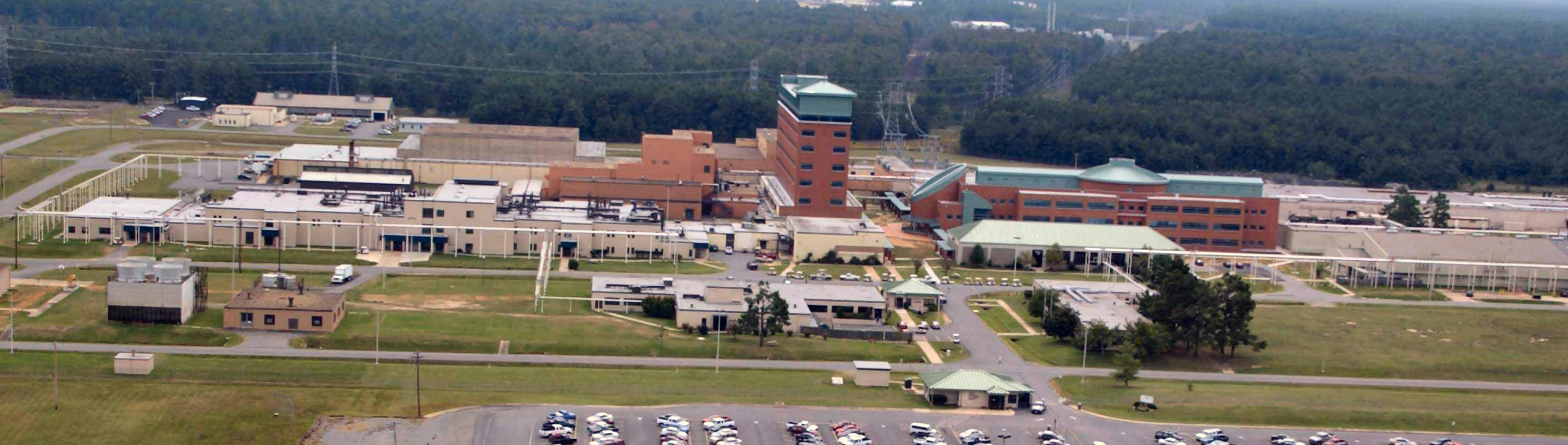
FDA 캠퍼스 제퍼슨 연구소의 항공뷰. 캠퍼스에는 NCTR 연구실 및 사무실 뿐만 아니라 FDA ORA (Office of Regulatory Affairs) 실험실인 아칸소 지역 실험실(Arkansas Regional Laboratories (ARL))도 있다.

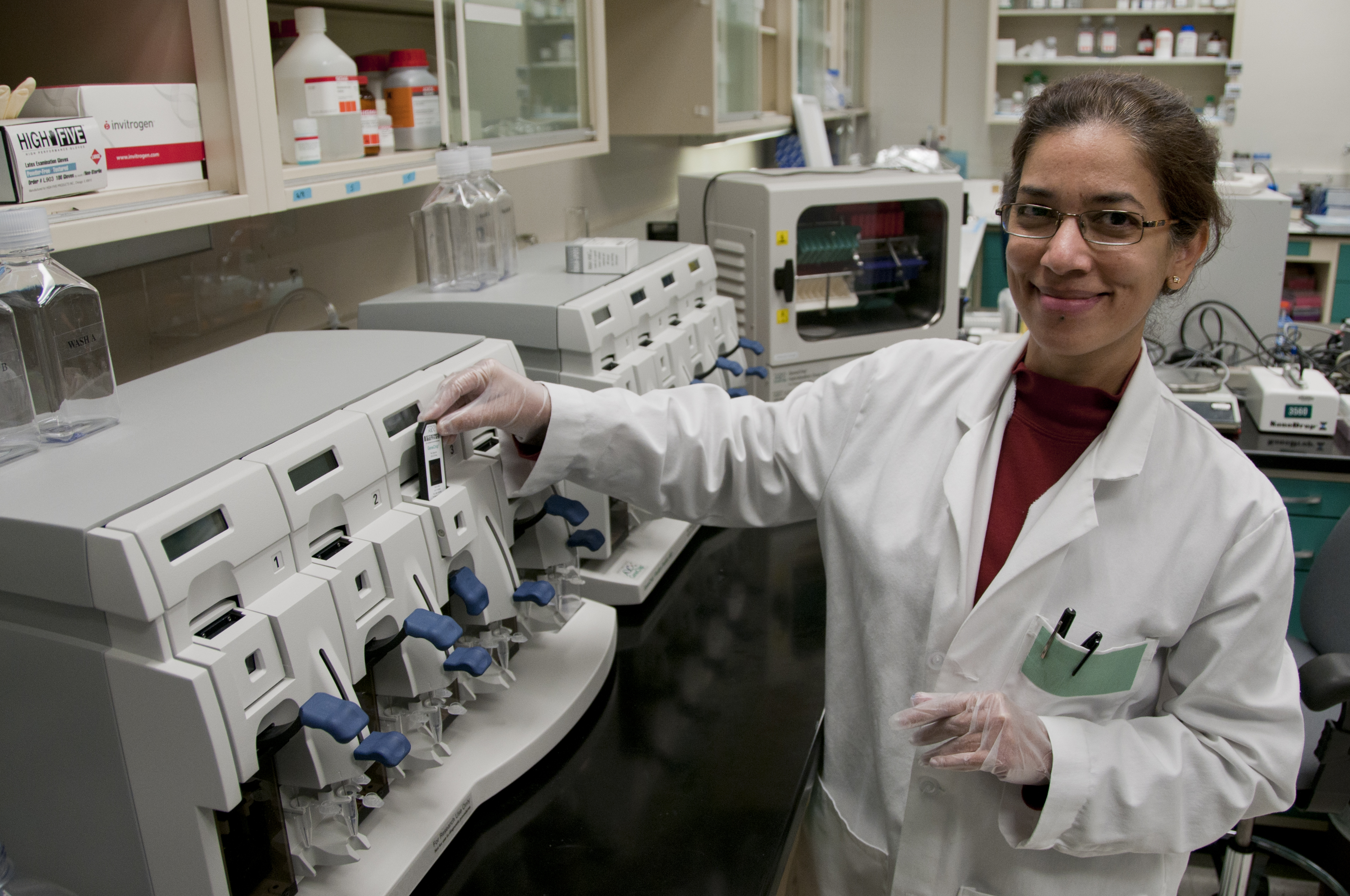
조직 샘플에서 발견되는 유전자의 수준을 측정하고 평가하기 위해 마이크로 어레이를 처리하는 NCTR 과학자

미국 국립 독성학 연구 센터(NCTR; National Center for Toxicological Research)는 FDA에 의해 규제되는 제품의 독성에 기초한 생물학적 작용 기전을 정의하기 위한 연구를 수행하는 미국 식품의약국(FDA)의 연구 중심 기관이다. 현재 센터장(Director)은 터커 패터슨 박사(Tucker A. Patterson, PhD)이다.
FDA 독성학 연구 센터(NCTR)는 아칸소주의 주도(州都)인 리틀록(Little Rock)에서 차로 30분 거리(33마일)에 있다. 지리적으로 파인블러프 군사기지(Pine Bluff Arsenal)와 인접해 있다. 연구 센터는 아칸소주 제퍼슨의 주간(interstate) 고속도로 530호선 (I-530)을 통해 갈 수 있다. NCTR은 워싱턴 D.C. 광역도시권 (DMV) 밖에 위치한 유일한 FDA 센터이며, 캠퍼스는 약 백만 평방 피트이다. NCTR은 1971년 행정명령에 의해 설립되었다.